# 隆拉维尔
隆拉维尔（法語：Longlaville，法語發音：[lɔ̃lavil]）是法国默尔特-摩泽尔省的一个市镇，属于布里埃区。

## 地理
隆拉维尔（49°32'3"N, 5°47'55"E）面积3.21 平方千米，位于法国大東部大區默尔特-摩泽尔省，该省份为法国东北部内陆省份，是洛林的一部分，北邻比利时、卢森堡，北起顺时针与摩泽尔省、下莱茵省、孚日省和默兹省接壤。
与隆拉维尔接壤的市镇（或旧市镇、城区）包括：佩唐日、埃尔瑟朗日、隆维、蒙圣马丹、索讷。
隆拉维尔的时区为UTC+01:00、UTC+02:00（夏令时）。

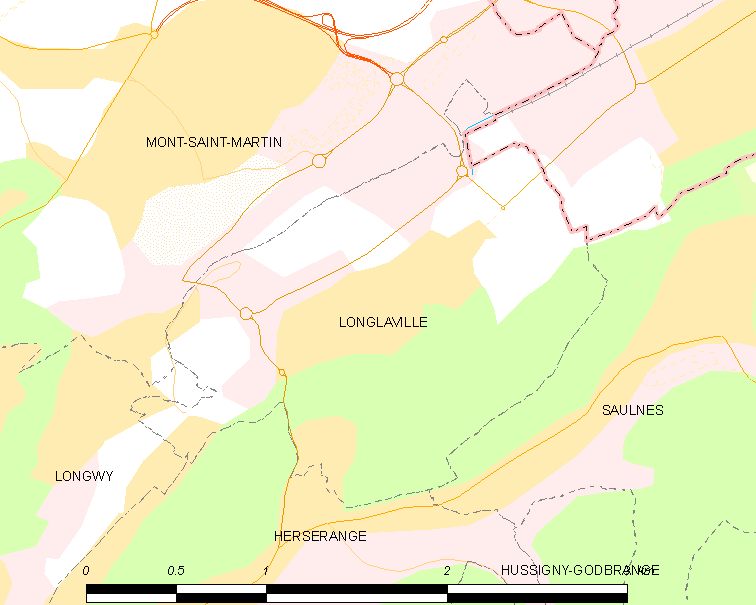
隆拉维尔的OSM定位图

## 行政
隆拉维尔的邮政编码为54810，INSEE市镇编码为54321。

## 政治
隆拉维尔所属的省级选区为维勒吕县。

## 人口

1962-2008年间隆拉维尔人口变化图示

隆拉维尔于2022年1月1日时的人口数量为2373人。